# NGC 7716
NGC 7716 est une galaxie spirale intermédiaire située dans la constellation des Poissons. Sa vitesse par rapport au fond diffus cosmologique est de 2 201 ± 26 km/s, ce qui correspond à une distance de Hubble de 32,5 ± 2,3 Mpc (∼106 millions d'al). NGC 7716 a été découverte par l'astronome britannique John Herschel en 1831.
La classe de luminosité de NGC 7716 est II et elle présente une large raie HI. Selon la base de données Simbad, NGC 7716 est une galaxie candidate au titre de galaxie active.
À ce jour, douze mesures non basées sur le décalage vers le rouge (redshift) donnent une distance de 32,442 ± 5,854 Mpc (∼106 millions d'al), ce qui est à l'intérieur des valeurs de la distance de Hubble.

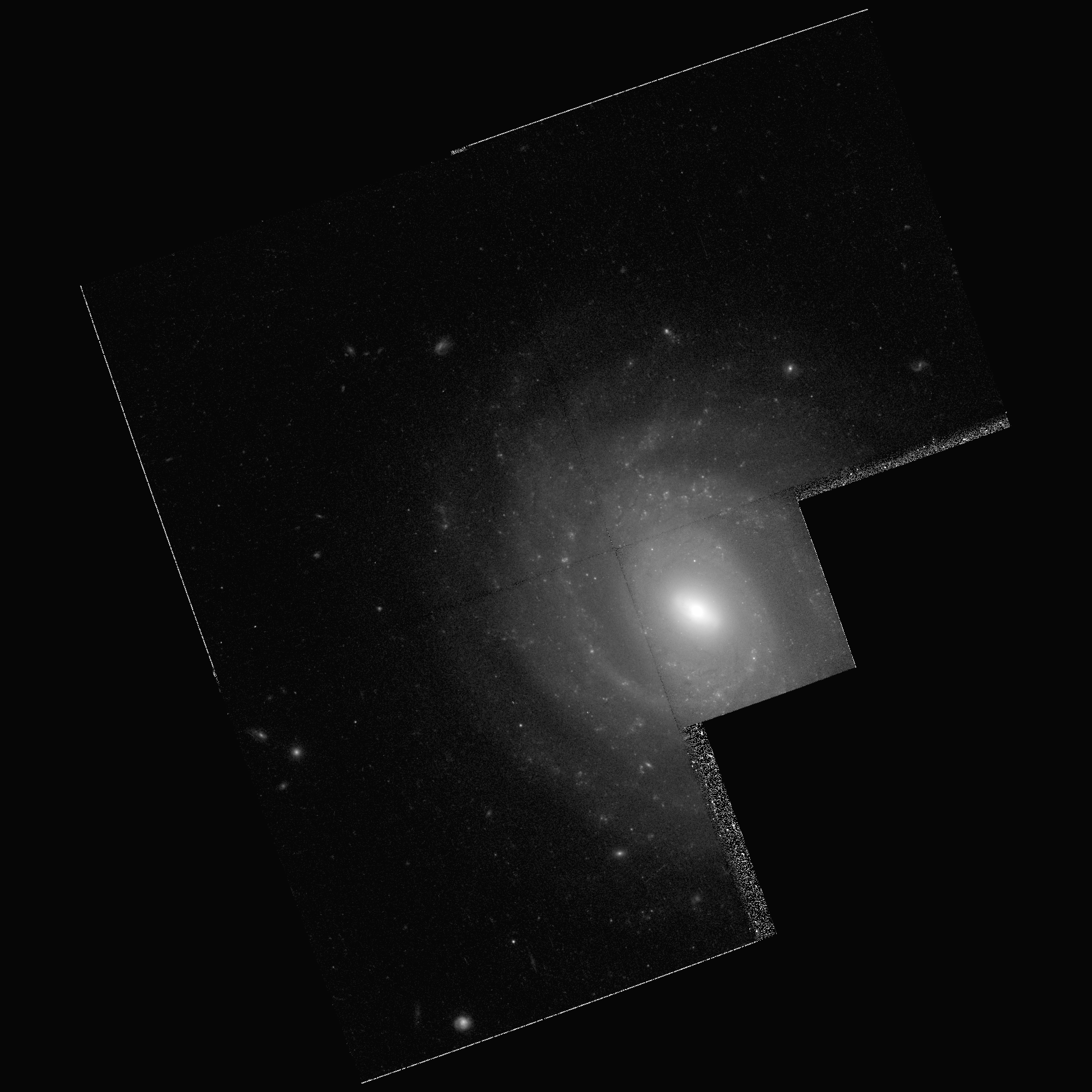
NGC 7716 par le télescope spatial Hubble.

## Groupe de NGC 7716
NGC 7716 est membre d'un groupe de galaxies qui porte son nom. Le groupe de NGC 7716 renferme au moins 5 membres. Les autres galaxies sont NGC 7714, NGC 7715, UGC 12690 et 12709.